# Hamburg Süd
Hamburg Süd là một đường dây vận chuyển trên các tuyến đường thương mại biển Bắc-Nam. Cho tới cuối năm 2016 nó là một công ty con của tập đoàn Rudolf A. Oetker KG, một tập đoàn thuộc sở hữu gia đình Đức. Vào ngày 01 Tháng 12 năm 2016, nó công bố A.P. Bộ phận vận chuyển tàu bè Mærsk Line A/S của tập đoàn Moller-Maersk A / S đã ký một thỏa thuận để tiếp nhận toàn bộ công ty.